# Église de la Visitation-de-la-Vierge-Marie de Banja Luka
Pour les articles homonymes, voir Église de la Visitation.
L'église de la Visitation-de-la-Vierge-Marie de Banja Luka est située en Bosnie-Herzégovine, sur le territoire de la Ville de Luka. Elle est inscrite sur la liste provisoire des monuments nationaux de Bosnie-Herzégovine.

## Localisation

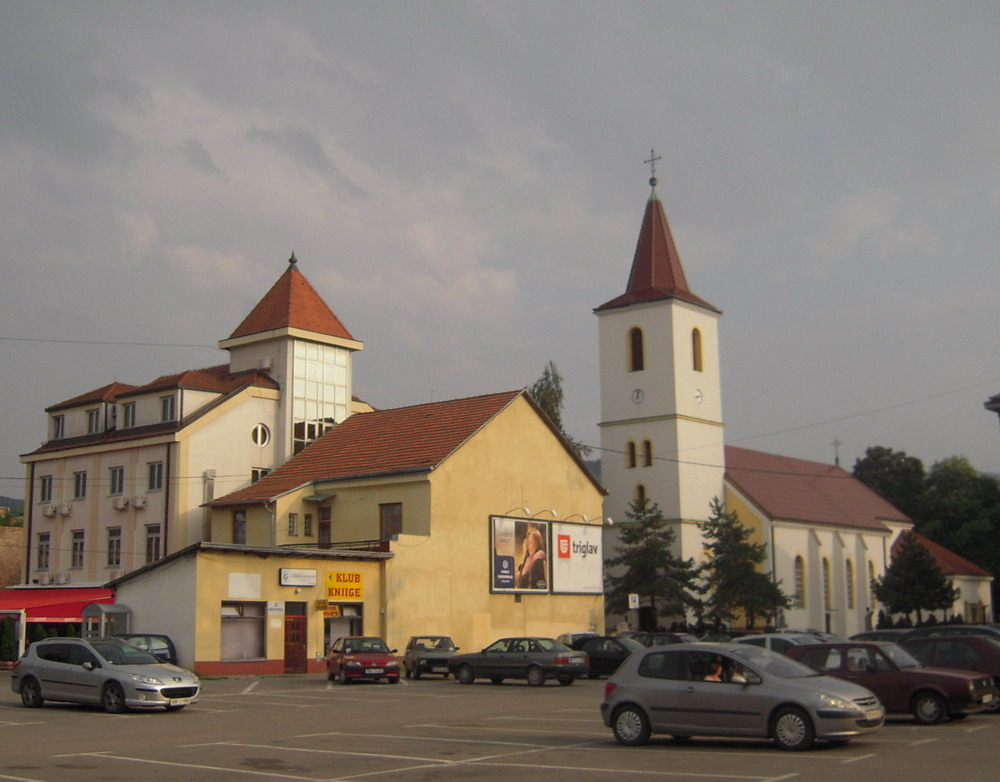
L'église dans son environnement